# ジャーナル (会計)
ジャーナルとは、キャッシュレジスターなどに保存されているデータを出力したものである。1日分のデータなら日計、1か月ぶんなら月計という。
紙（ロール紙・またはA4などの用紙）に印刷して出力されるが、MOや磁気テープなどに出力する場合もあり、必ずしも紙に印刷するとは限らない。また、サーバに保存しておいて、必要があるときだけ出力することもある。
スーパーマーケットなどの小売店、鉄道の駅などあらゆる場所で使われる。